# Murallas de Caudiel
La muralla de Caudiel en la comarca del Alto Palancia, provincia de Castellón, España, es un recinto amurallado que está catalogado como Bien de Interés cultural con código identificativo: 12.07.043-003, según consta en la Dirección General de Patrimonio Artístico de la Generalidad Valenciana, aunque no queda prácticamente nada en pie, y los pocos restos que existen están formando parte de los edificios más antiguos de la localidad.

## Historia
Caudiel es una población de origen musulmán, pese a que pueden encontrarse en ella restos de una presencia romana anterior. El núcleo poblacional debía estar constituido por alquerías musulmanas con una estructura fortificada, típica de estas edificaciones.
La zona fue conquistada por las tropas del rey Jaime I al tiempo que la zona de Jérica, en el año 1233, pasando en 1255 a ser propiedad del hijo de Jaime I, Jaume Pérez, dentro del señorío de Jérica, del que formaba parte. Durante estos primeros años de reconquista, la muralla fue derruida, y no se tiene constancia de que se volviera a edificar ningún otro recinto amurallado posteriormente.

## Descripción
Los pocos restos de las murallas musulmanas de Caudiel están inmersos en construcciones antiguas de la localidad, en algunos casos formando parte de sus fachadas, como el que se conoce como “tramo de las monjas”, en el que pueden apreciarse modificaciones más modernas como la apertura de aspilleras para el fuego fusilero, alguna de las cuales están actualmente cegadas. También se aprecian pequeños portales que debieron ser puertas de acceso.